# ジャパン・デザイン・ハウス
ジャパン・デザイン・ハウス　(英語: japan design house) は、1960年から1971年まで存続した日本貿易振興会（2003年10月以降は日本貿易振興機構、略称JETRO）の付属機関、およびその機関誌である。
イギリスのCoID(Council of Industrial Design　現在のDesign Council)を規範とした総合的なデザイン振興活動を展開する拠点であった。
1971年以降は日本産業デザイン振興会(JIDPO、2011年以降は日本デザイン振興会 JDP)にその業務が引き継がれた。
なお、表記は「ジャパン　デザイン　ハウス」と「ジャパン・デザイン・ハウス」（中黒の有無）が混在して用いられていた。

## 設立の背景
1950年代後半、日本の輸出品が欧米先進諸国の意匠（デザイン）を盗用することが国際問題となり、1958年、通産省通商局にデザイン課（課長新井真一）を設けるなどデザイン政策の強化が図られた。そして1960年3月、通産省がJETROの協力を得てデザインについてのインフォメーション・センターとして設立した。

## 事業の概要
主な事業　
- 我が国優良デザイン商品の選定と展示、デザインカタログ（年鑑）の発行
- 優秀手工業品輸出推進計画
- 英文・和文機関誌の発行
- 海外優秀見本の収集と展示
- 海外公設機関との交換展示
- 海外意匠改善研究員（デザイン留学生）の派遣

## 沿革・主な展示
- 1960年3月31日 - ジャパン・デザイン・ハウス　開館披露

千代田区丸の内1-1　東京駅八重洲口前　国際観光会館ビル2階
館長　小池新二、運営委員長　加納九郎、専門委員　富永惣一委員長、豊口克平、小杉二郎、小池岩太郎　
展示室　204㎡、　資料閲覧室53㎡
- 1960年9月 - japan design house （英文機関誌）　1号発行
- 1961年2月 - 第1回機械デザイン展
- 1961年11月 - アメリカへ行く手工業品展
- 1962年11月 - 海外向け日本優秀手工業品展
- 1962年12月 - 名古屋工業技術試験所　陶磁器研究試作展
- 1963年 - 「ジャパン　デザイン　ハウス」（和文機関誌）1号発行
- 1963年2月 - 第6回輸出陶磁器デザインコンクール展、武蔵野美術学校　工芸・工業デザイン科　商業デザイン科　卒業制作展
- 1963年3月 - Gマーク商品展、住いの照明展
- 1963年11月 - Gマーク商品発表展示会、全国試験所陶磁器指導作品展
- 1964年2月 - 日本工業デザイン展
- 1964年3月 - 海をわたる照明器具展
- 1964年9月 - 陶磁器
- 1964年10月 - 昭和39年度上期　グッドデザイン商品展示会
- 1965年1月 - 第5回機械デザインコンクール作品展示会、特別展　デザインコーナー
- 1965年4月 - グッドデザイン商品展示会
- 1965年8月 - インテリアデザイン展
- 1965年12月 - 第8回輸出陶磁器デザインコンクール展示会
- 1966年2月 - ベルギーデザイン展
- 1966年9月 - 赤坂葵町2番地(7階)に移転　常設展示スペース230平米、

　　ジャパンデザインハウス新装披露特別展　産業とデザイン活動
- 1966年10月 - 海を渡るこけし展、第6回機械デザインコンクール作品展示会、日本優秀デザイン商品輸出推進事業商品選定および内示会
- 1967年7月 - 海外の家具展
- 1967年9月 - 自動車のデザイン展
- 1967年10月 - 第8回機械デザインコンクール作品展示会、ルーマニア展
- 1967年11月 - 衛生設備のデザイン展
- 1967年12月 -ドミニカ展
- 1968年2月 - 照明器具のデザイン展
- 1968年4月 - ガラス器具展
- 1968年6月 - 光学機器展
- 1968年8月 - 家具展示会
- 1968年10月 - 12th Design contest for export ceramic ware
- 1968年12月 - 第9回機械デザインコンクール入賞作品展
- 1968年12月 - Design for sporting goods
- 1969年2月 - 企業のデザインポリシーとグラフィックデザイン展
- 1969年3月 - 事務機器のデザイン展
- 1969年5月 - ニューヨークのグッドデザイン展
- 1969年6月 - 昭和43年度海外収集見本　世界家庭用品のデザイン展
- 1969年9月 - 交通と安全のデザイン展、機械デザインコンクール　作品展
- 1969年10月 - ユーゴスラビア物産展、金属洋食器・ハウスウエア展、輸出陶磁器デザインコンクール展
- 1969年11月 - 繊維デザイン展
- 1969年12月 - 玩具展
- 1969年 - デザイン振興事業を日本産業デザイン振興会に引継ぎ
- 1970年2月 - 輸送のデザイン展、セラミックタイル展
- 1970年3月 - 漆器展
- 1970年5月 - ヨーロッパグッドデザイン展
- 1971年3月 - 「ジャパン・デザイン・ハウス」74号、"japan design house" No.40（最終号）